# Madascincus minutus
Espèce
Synonymes
- Amphiglossus minutus Raxworthy & Nussbaum, 1993

Statut de conservation UICN

 LC  : Préoccupation mineure
Madascincus minutus est une espèce de sauriens de la famille des Scincidae.

## Répartition
Cette espèce est endémique de Madagascar.

## Publication originale
- Raxworthy & Nussbaum, 1993 : Four new species of Amphiglossus from Madagascar (Squamata: Scincidae). Herpetologica, vol. 49, no 3, p. 326-341.